# Wahlbezirk Böhmen 30
Der Wahlbezirk Böhmen 30 war ein Wahlkreis für die Wahlen zum Abgeordnetenhaus im österreichischen Kronland Böhmen. Der Wahlbezirk wurde 1907 mit der Einführung der Reichsratswahlordnung geschaffen und bestand bis zum Zusammenbruch der Habsburgermonarchie.

## Geschichte
Nachdem der Reichsrat im Herbst 1906 das allgemeine, gleiche, geheime und direkte Männerwahlrecht beschlossen hatte, wurde mit 26. Jänner 1907 die große Wahlrechtsreform durch Sanktionierung von Kaiser Franz Joseph I. gültig. Mit der neuen Reichsratswahlordnung schuf man insgesamt 516 Wahlbezirke mit je einem zu wählenden Abgeordneten, die durch Direktwahl mit allfälliger Stichwahl bestimmt wurden. Der Wahlkreis Böhmen 30 umfasste die Städte, Märkte und Gemeinden Pisek, Horazdowitz, Wolin, Moldauthein, Mühlhausen, Netolitz, Frauenberg, Wodňan, Protivin, Barau, Strakonitz und Neustrakonitz. Aus der Reichsratswahl 1907 ging František Žemlička von der Tschechisch radikal-fortschrittlichen Partei als Sieger hervor. Er konnte sein Mandat auch bei der Reichsratswahl 1911 verteidigen, wobei er 1911 für die Tschechische staatsrechtlich-fortschrittliche Partei antrat.

## Wahlen
Die Reichsratswahl 1907 wurde am 14. Mai 1907 (erster Wahlgang) sowie am 23. Mai 1907 (Stichwahl) durchgeführt.

### Reichsratswahl 1907

#### Erster Wahlgang
| Kandidat                                                                | Partei                                      | Wahlkreisstimmen | Prozent |
| ----------------------------------------------------------------------- | ------------------------------------------- | ---------------- | ------- |
| Emil Kasík                                                              | Tschechische Sozialdemokratische Partei     | 3298             | 40,4 %  |
| Antonín Kalina                                                          | Tschechisch radikal-fortschrittliche Partei | 3039             | 37,2 %  |
| Emanuel Krčka                                                           | Selbständiger Kandidat                      | 1007             | 12,3 %  |
| František Samek                                                         | Jungtschechen                               | 791              | 9,7 %   |
|                                                                         | Sonstige Parteien                           | 37               | 0,5 %   |
| Wahlberechtigte: 10.059, Ungültige Stimmen: 53, Wahlbeteiligung: 81,8 % |                                             |                  |         |

#### Stichwahl
| Kandidat                                                                | Partei                                      | Wahlkreisstimmen | Prozent |
| ----------------------------------------------------------------------- | ------------------------------------------- | ---------------- | ------- |
| Antonín Kalina                                                          | Tschechisch radikal-fortschrittliche Partei | 5088             | 60,2 %  |
| Emil Kasík                                                              | Tschechische Sozialdemokratische Partei     | 3361             | 39,8 %  |
| Wahlberechtigte: 10.059, Ungültige Stimmen: 39, Wahlbeteiligung: 84,4 % |                                             |                  |         |

### Reichsratswahl 1911
Die Reichsratswahl 1911 wurde am 13. Juni 1911 sowie am 20. Juni 1911 (Stichwahl) durchgeführt.

#### Erster Wahlgang
| Kandidat                                                                | Partei                                               | Wahlkreisstimmen | Prozent |
| ----------------------------------------------------------------------- | ---------------------------------------------------- | ---------------- | ------- |
| Antonín Kalina                                                          | Tschechische staatsrechtlich-fortschrittliche Partei | 3144             | 37,2 %  |
| Antonín Srba                                                            | Tschechische Sozialdemokratische Partei              | 3034             | 35,9 %  |
| Emanuel Stehlík                                                         | Tschechisch national-sozialen Partei                 | 1739             | 20,6 %  |
| František Benda                                                         | Christlichsoziale Partei                             | 450              | 5,3 %   |
|                                                                         | Sonstige                                             | 94               | 1,1 %   |
| Wahlberechtigte: 10.667, Ungültige Stimmen: 28, Wahlbeteiligung: 79,6 % |                                                      |                  |         |

#### Stichwahl
| Kandidat                                                                | Partei                                               | Wahlkreisstimmen | Prozent |
| ----------------------------------------------------------------------- | ---------------------------------------------------- | ---------------- | ------- |
| Antonín Kalina                                                          | Tschechische staatsrechtlich-fortschrittliche Partei | 4647             | 56,8 %  |
| Antonín Srba                                                            | Tschechische Sozialdemokratische Partei              | 3539             | 43,2 %  |
| Wahlberechtigte: 10.667, Ungültige Stimmen: 64, Wahlbeteiligung: 77,3 % |                                                      |                  |         |